# Wahbi Khazri
Wahbi Khazri (Arabisch: وهبي خزري) (Ajaccio, 8 februari 1991) is een Tunesisch-Frans voetballer die doorgaans als aanvallende middenvelder speelt. Hij verruilde Sunderland in juli 2018 voor AS Saint-Étienne. Khazri debuteerde in 2013 in het Tunesisch voetbalelftal.

## Clubcarrière
Op 20 februari 2009 debuteerde Khazri in de Ligue 2 voor SC Bastia tegen Amiens SC. Hij viel vijf minuten voor tijd in. Op 13 maart 2009 maakte hij zijn eerste doelpunt als prof tegen Montpellier HSC. Met zijn club dwong Khazri aan het einde van het seizoen 2011/12 promotie af naar de hoogste competitie in Frankrijk, de Ligue 1, waarin hij in augustus 2012 voor het eerst speelde. Khazri verruilde Bastia in de zomer van 2014 voor Girondins de Bordeaux, waarvoor hij in het seizoen 2014/15 32 competitieduels speelde (negen doelpunten). In 49 competitieduels maakte hij 14 treffers. In januari 2016 maakte Khazri de overstap naar Sunderland.

## Clubstatistieken
| Seizoen | Club                  | Land      | Competitie           | Wed. | Doelp. |
| ------- | --------------------- | --------- | -------------------- | ---- | ------ |
| 2008/09 | SC Bastia             | Frankrijk | Ligue 2              | 12   | 3      |
| 2009/10 | SC Bastia             | Frankrijk | Ligue 2              | 31   | 2      |
| 2010/11 | SC Bastia             | Frankrijk | Championnat National | 34   | 4      |
| 2011/12 | SC Bastia             | Frankrijk | Ligue 2              | 33   | 10     |
| 2012/13 | SC Bastia             | Frankrijk | Ligue 1              | 29   | 7      |
| 2013/14 | SC Bastia             | Frankrijk | Ligue 1              | 32   | 6      |
| 2014/15 | Girondins de Bordeaux | Frankrijk | Ligue 1              | 32   | 9      |
| 2015/16 | Girondins de Bordeaux | Frankrijk | Ligue 1              | 20   | 5      |
| 2015/16 | Sunderland AFC        | Engeland  | Premier League       | 14   | 2      |
| 2016/17 | Sunderland AFC        | Engeland  | Premier League       | 21   | 1      |
| 2017/18 | Sunderland AFC        | Engeland  | Championship         | 3    | 0      |
| 2017/18 | → Stade Rennais       | Frankrijk | Ligue 1              | 24   | 9      |
| 2018/19 | AS Saint-Étienne      | Frankrijk | Ligue 1              | 32   | 13     |
| Totaal  | Totaal                | Totaal    | Totaal               | 317  | 71     |

## Interlandcarrière
Eind 2012 ging Khazri in op een uitnodiging van toenmalig Tunesisch bondscoach Sami Trabelsi. Hij nam met Tunesië deel aan het Afrikaans kampioenschap voetbal 2013. Op 23 maart 2013 was hij als invaller in een WK-kwalificatieduel tegen Sierra Leone trefzeker. Zijn treffer was beslissend, aangezien Tunesië met 2–1 won. In januari 2015 werd Khazri opgenomen in de Tunesische selectie voor het Afrikaans kampioenschap in 2015; op 11 januari was hij trefzeker in de voorbereidende oefeninterland tegen Algerije (1–1 gelijkspel). Op het toernooi kwam hij daarentegen niet tot scoren. Khazri speelde alle vier wedstrijden, waaronder de kwartfinale, die na verlenging van gastland Equatoriaal-Guinea werd verloren. Op het WK 2018 kwam hij twee keer tot scoren, tegen België en Panama. Op het WK 2022 wist hij een keer te scoren tegen Frankrijk, het werd 1-0 voor Tunesië.